# Kèo châu Á
Cược chấp châu Á (còn gọi là cược Handicap) là một hình thức cá cược bóng đá trong đó đội được chấp theo phải thắng với cách biệt chênh lệch hơn tỷ lệ đưa ra thì người cược đội đó mới thắng cược. Hình thức cược này có nguồn gốc từ Indonesia và đã trở nên phổ biến vào đầu thế kỷ 21. Đây là một hình thức cá cược chênh lệch. Cược chấp thường bao gồm từ một phần tư (0.25) bàn thắng đến nhiều bàn thắng, với số lượng tăng dần lên một nửa (0.5) hoặc thậm chí ba phần tư (0.75) bàn thắng.
Cược chấp châu Á làm giảm số lượng kết quả có thể xảy ra từ ba (trong cá cược 1X2 truyền thống) xuống còn hai bằng cách loại bỏ kết quả hòa. Sự đơn giản hóa của hình thức cược này mang lại hai tùy chọn cá cược mà mỗi tùy chọn có gần 50% cơ hội thành công.
Kèo châu Á vừa tốt vừa xấu cho các nhà cái. Một mặt, chúng giúp các nhà cái giảm thiểu rủi ro bằng cách tạo điều kiện giao dịch ngang tiền hoặc cân bằng số tiền đặt cược cho mỗi bên trong trận đấu. Việc này cho phép các nhà cái chiếm ưu thế trong các trận đấu lớn. Mặt khác, thị trường kèo Châu Á thường là các tỷ lệ cược có tỷ suất lợi nhuận thấp không đóng góp đáng kể vào tổng chiến thắng như các tùy chọn cá cược mạnh hơn như 1X2 .

## Miêu tả
Bóng đá là một trong số ít môn thể thao trên thế giới mà tỷ số hòa là một kết quả khá phổ biến. Với tỷ lệ cược cố định truyền thống, hòa được coi là một kết quả khác của trò chơi. Nói cách khác, người đặt cược thua khi họ đặt cược vào một trong hai đội thắng và trận đấu kết thúc với kết quả hòa. Tuy nhiên, với kèo châu Á, cơ hội hòa sẽ bị loại bỏ bằng cách sử dụng tỷ lệ chấp buộc người chơi phải thắng. Việc này tạo ra tình huống mà mỗi đội có cơ hội chiến thắng là 50-50; tương tự như tỷ lệ cược cho điểm chấp chênh lệch bóng rổ hoặc bóng đá thường được cung cấp bởi các nhà cái thể thao ở Las Vegas.
Kèo châu Á là một hình thức cá cược tạo ra một môi trường cá cược bình đẳng hơn giữa hai đội thi đấu không tương xứng bằng cách đưa ra một tỷ lệ "cược chấp" (được thể hiện bằng số bàn thắng) cho các đội trước khi bắt đầu. Trong kèo Châu Á, tỷ lệ cách biệt bàn thắng được dành cho đội có nhiều khả năng thắng hơn (tức là đội cửa trên) so với đội ít được ưu tiên thắng hơn (tức là đội cửa dưới).
Hệ thống này hoạt động một cách đơn giản. Mục đích của nhà cái là tạo ra một tỷ lệ có cơ hội chiến thắng của một trong hai đội (xét theo tỷ lệ chấp) càng gần 50% càng tốt. Vì tỷ lệ cược càng gần 50% càng tốt, các nhà cái cung cấp các tỷ lệ thắng tiền gần bằng tiền vốn hoặc cao hơn tiền vốn một chút. Kèo châu Á bắt đầu ở mức 1/4 (0.25) bàn và có thể lên tới 2,5 hoặc 3 bàn ở những trận có sự chênh lệch quá lớn về thực lực giữa 2 đội. Điều khiến kèo châu Á trở nên thú vị nhất là việc sử dụng tỷ lệ bàn thắng 1/4 để có được "tỷ lệ ăn" gần nhất có thể. Được đưa ra cùng với tỉ lệ tổng số bàn thắng (cược tài xỉu) đã công bố của trò chơi, cược chấp về cơ bản dự đoán tỷ số cuối cùng của trò chơi.

## Danh sách tỷ lệ cược chấp
Trong trường hợp tỷ lệ cược chấp là 0 (thường gọi là đồng banh), tỷ số cuối cùng theo cược chấp có thể dẫn đến kết quả hòa. Với tỷ lệ này, tất cả những người đặt cược sẽ được trả lại tiền cược ban đầu nếu không có người chiến thắng.
| Chọn đội được chấp (cửa trên) | Chọn đội được chấp (cửa trên) | Chọn đội được chấp (cửa trên)   | Chọn đội không được chấp (cửa dưới) | Chọn đội không được chấp (cửa dưới) | Chọn đội không được chấp (cửa dưới) |
| Tỷ lệ                         | Kết quả                       | Kết quả cược                    | Tỷ lệ                               | Kết quả                             | Kết quả cược                        |
| ----------------------------- | ----------------------------- | ------------------------------- | ----------------------------------- | ----------------------------------- | ----------------------------------- |
| 0                             | Thắng                         | Thắng                           | 0                                   | Thắng                               | Thắng                               |
| 0                             | Hòa                           | Trả lại tiền cược (hòa tiền)    | 0                                   | Hòa                                 | Trả lại tiền cược (hòa tiền)        |
| 0                             | Thua                          | Thua                            | 0                                   | Thua                                | Thua                                |
| - 0.25                        | Thắng                         | Thắng                           | + 0.25                              | Thắng                               | Thắng                               |
| - 0.25                        | Hòa                           | Thua nửa tiền cược (thua nửa)   | + 0.25                              | Hòa                                 | Thắng nửa tiền cược (thắng nửa)     |
| - 0.25                        | Thua                          | Thua                            | + 0.25                              | Thua                                | Thua                                |
| - 0.50                        | Thắng                         | Thắng                           | + 0.50                              | Thắng                               | Thắng                               |
| - 0.50                        | Hòa                           | Thua                            | + 0.50                              | Hòa                                 | Thắng                               |
| - 0.50                        | Thua                          | Thua                            | + 0.50                              | Thua                                | Thua                                |
| - 0.75                        | Thắng cách biệt từ 2          | Thắng                           | + 0.75                              | Thắng                               | Thắng                               |
| - 0.75                        | Thắng cách biệt 1             | Thắng nửa tiền cược (thắng nửa) | + 0.75                              | Hòa                                 | Thắng                               |
| - 0.75                        | Hòa                           | Thua                            | + 0.75                              | Thua cách biệt 1                    | Thua nửa tiền cược (thua nửa)       |
| - 0.75                        | Thua                          | Thua                            | + 0.75                              | Thua cách biệt từ 2                 | Thua                                |
| - 1.00                        | Thắng cách biệt từ 2          | Thắng                           | + 1.00                              | Thắng                               | Thắng                               |
| - 1.00                        | Thắng cách biệt 1             | Trả lại tiền cược (hòa tiền)    | + 1.00                              | Hòa                                 | Thắng                               |
| - 1.00                        | Hòa                           | Thua                            | + 1.00                              | Thua cách biệt 1                    | Trả lại tiền cược (hòa tiền)        |
| - 1.00                        | Thua                          | Thua                            | + 1.00                              | Thua cách biệt từ 2                 | Thua                                |
| - 1.25                        | Thắng cách biệt từ 2          | Thắng                           | + 1.25                              | Thắng                               | Thắng                               |
| - 1.25                        | Thắng cách biệt 1             | Thua nửa tiền cược (thua nửa)   | + 1.25                              | Hòa                                 | Thắng                               |
| - 1.25                        | Hòa                           | Thua                            | + 1.25                              | Thua cách biệt 1                    | Thắng nửa tiền cược (thắng nửa)     |
| - 1.25                        | Thua                          | Thua                            | + 1.25                              | Thua cách biệt từ 2                 | Thua                                |
| - 1.50                        | Thắng cách biệt từ 2          | Thắng                           | + 1.50                              | Thắng                               | Thắng                               |
| - 1.50                        | Thắng cách biệt 1             | Thua                            | + 1.50                              | Hòa                                 | Thắng                               |
| - 1.50                        | Hòa                           | Thua                            | + 1.50                              | Thua cách biệt 1                    | Thắng                               |
| - 1.50                        | Thua                          | Thua                            | + 1.50                              | Thua cách biệt từ 2                 | Thua                                |
| - 1.75                        | Thắng cách biệt từ 3          | Thắng                           | + 1.75                              | Thắng                               | Thắng                               |
| - 1.75                        | Thắng cách biệt 2             | Thắng nửa tiền cược (thắng nửa) | + 1.75                              | Hòa                                 | Thắng                               |
| - 1.75                        | Thắng cách biệt 1             | Thua                            | + 1.75                              | Thua cách biệt 1                    | Thắng                               |
| - 1.75                        | Hòa                           | Thua                            | + 1.75                              | Thua cách biệt 2                    | Thua nửa tiền cược (thua nửa)       |
| - 1.75                        | Thua                          | Thua                            | + 1.75                              | Thua cách biệt từ 3                 | Thua                                |
| - 2.00                        | Thắng cách biệt từ 3          | Thắng                           | + 2.00                              | Thắng                               | Thắng                               |
| - 2.00                        | Thắng cách biệt 2             | Trả lại tiền cược (hòa tiền)    | + 2.00                              | Hòa                                 | Thắng                               |
| - 2.00                        | Thắng cách biệt 1             | Thua                            | + 2.00                              | Thua cách biệt 1                    | Thắng                               |
| - 2.00                        | Hòa                           | Thua                            | + 2.00                              | Thua cách biệt 2                    | Trả lại tiền cược (hòa tiền)        |
| - 2.00                        | Thua                          | Thua                            | + 2.00                              | Thua cách biệt từ 3                 | Thua                                |